# نعرة مزعجة
نعرة مزعجة أو نعرة الربيع (الاسم العلمي Tabanus bromius)، حشرة من جنس النعرة وفصيلة ذباب الخيل. طولها يراوح من 11 إلى 15 مم. ثوبها أسمر اللون مبقع بالأسود. مقدمها أغبر. عويناتها إلى الخضار الموشح بالأحمر. يكثر وجودها من أيار إلى حزيران. ذكورها لا تفارق أزهار الخيميات. أناثها تقتحم جميع الحيوانات ولا تعف عن الإنسان.

## وصلات خارجية
- Fauna Europaea
- NCBI
- Commanster